# Richardménil
Richardménil – miejscowość i gmina we Francji, w regionie Grand Est, w departamencie Meurthe i Mozela.
Według danych na rok 1990 gminę zamieszkiwało 3040 osób, a gęstość zaludnienia wynosiła 424 osób/km² (wśród 2335 gmin Lotaryngii Richardménil plasuje się na 143. miejscu pod względem liczby ludności, natomiast pod względem powierzchni na miejscu 818.).